# Christine Touaillon
Christine Touaillon, rozená Auspitzová (27. února 1878 Jihlava – 15. dubna 1928 Štýrský Hradec), byla rakouská literární historička, spisovatelka a feministka.

## Život
Její rodiče byli – generálmajor a spisovatel Leopold Auspitz (1838–1907) a jeho manželka Henriette Eggenberg (* kolem 1846; † 1895).
V roce 1897 získala oprávnění vyučovat na veřejných základních školách. Na vídeňskou univerzitu se zapsala v zimním semestru 1897/1898 jako výpomocná lektorka vedle učitelské práce. Zároveň chodila na soukromé hodiny, aby stihla středoškolská studia. V létě 1902 absolvovala státní střední školu v Salcburku a na podzim byla zapsána jako řádná studentka.
V roce 1904 se provdala za notáře Heinricha Touaillona a přestěhovala se s ním nejprve do Štýrského Hradce a poté do Vorau ve Štýrsku. Manželství zůstalo bezdětné.
Pracovala v časopisu Neues Frauenleben (1902–1918), který založila a redigovala Augusta Fickertová. Po smrti A, Fickertové (v roce 1910) se ujala redakce spolu s Leopoldine Kulkovou a Emilem Fickertem. V časopise publikovala mimo jiné recenze např. na díla spisovatelky Elisabeth Siewert. V roce 1905 získala doktorát u Jakoba Minora ve Vídni na díle Zacharias Werners: Attila König der Hunnen. V této době se zajímala o současnou literaturu, dějiny německé literatury pro děti a psala články do jiných časopisů.
Poté, co se přestěhovala do Stainzu, začala na podzim roku 1910 pracovat na prvním komplexním zobrazení německého ženského románu 18. století. Dne 11. července 1919 předložila knihu jako habilitační práci na filozofické fakultě v Grazu. Tam byl proces záměrně zdržován a kompetence ženy byly zpochybňovány. V prováděcích pokynech z 20. září 1920 stanovila komise Filosofické fakulty ve Štýrském Hradci, že požadavky na uchazečky o habilitaci mají být stanoveny výrazně vyšší než na uchazeče mužského pohlaví. V říjnu 1920 proto svou žádost stáhla a podala ji ve Vídni. Habilitovala se 10. července 1921 jako druhá akademická učitelka na vídeňské univerzitě. Potom byla soukromou lektorkou německé literatury a přednášela v Centru vzdělávání dospělých Ottakring, kterté bylo založené jako Ottakring Volksheim a na Urania Steiermark.
Psala také knihy, byla členkou správní rady Etické společnosti a Mezinárodní ženské ligy za mír a svobodu, Všeobecné rakouské asociace žen a Asociace akademických žen v Rakousku.
V roce 2012 byla po ní pojmenována Christine-Touaillon-Straße ve Vídni-Donaustadtu (22. obvod).

## Dílo
- Altwiener Bilderbuch : Zweiundsiebzig Ansichten Nach Alten Stichen, Gottlieb Wien 1909
- Karoline Auguste Fischer, Wilhelm Braumüller Universitäts-Verlagsbuchhandlung Wien 1915
- Festschrift für Wilhelm Jerusalem zu seinem 60. Geburtstag (s příspěvkem od Christine Touaillon) – Wien, 1915
- Das Katzenbüchlein, (= Konegens Kinderbücher, Band 52), Konegens Jugendschriftenverlag Wien, 1919
- Der deutsche Frauenroman des 18. Jahrhunderts, Braumüller Wien 1919 (Nová edice: P. Lang 1978, ISBN 3-2610-1824-0)
- Spolupráce na Reallexikon der deutschen Literaturgeschichte (vydavatel: Merker-Stammler (1925/1926)
- Spolupráce na 3. dílu Deutsch-Österreichischen Literaturgeschichte (vydavatel: Nagl-Zeidler-Castle) (1930)